# خوزه گالان
خوزه گالان (انگلیسی: José Galán؛ زادهٔ ۲ فوریهٔ ۱۹۸۶) بازیکن فوتبال اهل اسپانیا است.
از باشگاه‌هایی که در آن بازی کرده‌است می‌توان به باشگاه فوتبال اتلتیکو مادرید، باشگاه فوتبال سنت پولتن، باشگاه فوتبال آریس لیماسول، باشگاه فوتبال الشباب اردن، و باشگاه فوتبال اتلتیکو مادرید بی اشاره کرد.